# The Weirdness
The Weirdness är ett musikalbum av rockbandet The Stooges som släpptes 2007 på Virgin Records. Det var då gruppens första album med nytt material sedan Raw Power 1973. Utöver originalmedlemmarna Iggy Pop (sång), Ron Asheton (gitarr) och Scott Asheton (trummor) medverkar två nya medlemmar, Mike Watt (bas) och Steve Mackay (saxofon). Den senare har tidigare medverkat på Stooges-albumet Fun House (1970).

## Låtlista
Samtliga låtar skrivna av Ron Asheton, Scott Asheton och Iggy Pop, om annat inte anges.
1. "Trollin'" - 3:05
2. "You Can't Have Friends" - 2:22
3. "ATM" - 3:15
4. "My Idea of Fun" - 3:17
5. "The Weirdness" - 3:45
6. "Free & Freaky" - 2:39
7. "Greedy Awful People" - 2:07
8. "She Took My Money" - 3:49
9. "The End of Christianity" - 4:19
10. "Mexican Guy" - 3:29
11. "Passing Cloud" - 4:04
12. "I'm Fried" - 3:44
Bonusspår på vinylutgåva
13. "O Solo Mio"
14. "Claustrophobia"
15. "I Wanna Be Your Man" (John Lennon/Paul McCartney)
16. "Sounds of Leather"